# Nouveaux Riches
Pour les articles homonymes, voir Nouveau riche (homonymie).
Pour plus de détails, voir Fiche technique et Distribution.
Nouveaux Riches est une comédie d'action française réalisée par Julien Royal, et sortie en 2023 sur la plate-forme Netflix.

## Synopsis
Youss se fait passer pour un riche entrepreneur, mais n'est en réalité qu'un petit escroc. Lors d'une partie de poker clandestine, il tombe sur une joueuse plus forte que lui, Stéphanie. Il apprend à mieux la connaître en se présentant comme Thiago. Elle lui explique qu'elle possède un million d'euros en cryptomonnaie. Youss a justement de lourdes dettes à régler auprès d'un dangereux caïd.

## Fiche technique
- Titre français : Nouveaux Riches
- Titre anglais : All-Time High
- Réalisation : Julien Royal
- Scénario et dialogues : Julien Royal et Nassim Lyes
- Photographie : Pépin Struye
- Montage : Gopal Puntos
- Production : Chi-Fou-Mi Productions
- Distribution : Netflix
- Langue : Français
- Durée : 102 minutes
- Pays :  France
- Date de sortie : 17 novembre 2023

## Distribution
- Nassim Lyes : Youssef Bouahzizi / Thiago
- Zoé Marchal : Stéphanie
- Ciryl Gane
- Yassine Stein : Zak
- Adrien Essamir : Papillon
- Eric Cullet : Camion
- Yousef Ramal : Parpaing
- Yovel Lewkowski : Yaël
- Guillaume Canet : le père de Yaël
- Hadar Ratzon Rotem : Sharon
- Hakim Jemili
- Alexandre Kominek
- Kenza Fortas
- Panayotis Pascot : le frère de Yaël
- Gustave Kervern : le père de Stéphanie
- Hedi Bouchenafa
- Paul Deby
- Ichem Bougheraba
- Adèle Exarchopoulos : elle-même

## Production
Le réalisateur Julien Royal coécrit le film avec l'acteur Nassim Lyes, ancien champion de France junior de kick-boxing. Tous deux avaient déjà travaillé ensemble sur la web-série En passant pécho (2012). « Du film d'action, on est partis vers une comédie romantique d'action. Julien a réuni toutes nos idées avant de créer une structure narrative et des dialogues pour le film. »
Pour le personnage de Stéphanie, ils pensent à Zoé Marchal, fille du réalisateur Olivier Marchal et de l'actrice Catherine Marchal, apparue dans la série Netflix Tapie, et repérée depuis 2012 : « Elle est généreuse avec les autres, a du cœur et elle se fout du regard des autres. C’est un truc qui se retrouve dans son personnage ».
Pour le tournage, Zoé Marchal doit se prêter à une transformation physique et prendre du poids. Lors du tournage, Nassim Lyes se tord le pouce et a les phalanges écrasées en donnant un coup de poing sur un mur, et doit prendre une doublure cascade.

## Accueil

### Accueil critique
Pour Le Parisien, le film « Tentant de masquer un scénario des plus légers, l’œuvre bruyante ne s’embarrasse pas de vraisemblable », mais « peut aussi compter sur des invités de choix […] et des scènes de baston tarantinesques, bien servies par le passé combattant du virevoltant Nassim Lyes ».
Pour Télérama, « Julien Royal signe une comédie foutraque et outrancière, malgré quelques bonnes vannes ».

### Accueil public
À sa sortie sur la plate-forme, le film se classe en tête des films les plus vus sur Netflix en France, ainsi que parmi les dix films non-anglophones les plus visionnés de la semaine dans le monde. Le film dépasse entre autres The Killer de David Fincher.